# Ford LTD Crown Victoria
De Ford LTD Crown Victoria was een automodel van het Amerikaanse merk Ford en werd tussen 1979 en 1990 geproduceerd. De LTD Crown Victoria diende als vlaggenschip voor de Ford LTD-serie en was Fords goedkopere alternatief op de Mercury Grand Marquis. De LTD Crown Victoria werd geleverd als een tweedeurs sedan, vierdeurs sedan en als vijfdeurs stationwagen.
De Ford LTD Crown Victoria ontleent zijn naam van de Ford Fairlane Crown Victoria Classic. Om een meer luxere uiterlijk te krijgen, kreeg de Ford LTD Crown Victoria een vinyl dak, wat ook toegepast werd op de Lincoln Town Car.

## Geschiedenis
In 1980 verving de Ford LTD Crown Victoria de Ford LTD Landau als luxe versie van de Ford LTD-serie. De LTD Crown Victoria nam het stokje over van de Ford LTD Landau en Ford LTD Brougham om concurrentie te bieden aan de Chevrolet Caprice, Pontiac Bonneville en de Dodge St. Regis (enkel tot 1981).
De Ford LTD Crown Victoria zou eind jaren '80 vervangen moeten worden door de Ford Taurus, maar kreeg, mede door de stabiliserende brandstofprijzen, een explosieve groei in de verkoop en onderging meerdere upgrades.
In 1991 introduceerde Ford de opvolger van de LTD Crown Victoria, de Ford Crown Victoria. Hierbij werd de 'LTD' niet meer toegepast en kreeg de Crown Victoria grondige aanpassingen en veranderingen aan zowel het interieur als het exterieur. De Ford Crown Victoria bleef in productie tot 2011.

## Overzicht

### Chassis
Voor de Ford LTD Crown Victoria gebruikte Ford het nieuwe Panther Platform als chassis. Dit was een ladderchassis met een achterwielaandrijving. De Ford LTD Crown Victoria werd 45 cm korter en 453 kg lichter, om verliezen te voorkomen die ook plaatsvonden bij de (te grote) Ford LTD Landau en LTD Brougham (zijn voorgangers).

### Aandrijving
Toen de Ford LTD Crown Victoria beschikbaar kwam in 1980, kwamen er twee motoropties vrij voor het voertuig; een 4.9L V8 motor die 130 pk leverde, dit was de standaard motor, en een 5.8L V8 motor die 140 pk leverde. Beide motoren de Ford C4 drietraps automaat als transmissie.
In 1981 nam Ford enkele stappen om het brandstofgebruik van zijn grotere auto's te verlagen. Voor de LTD Crown Victoria werd een nieuwe motor, met een kleinere cilinder geproduceerd; een 4.2L V8 motor die 120 pk leverde.  Tevens kreeg de 4.9L motor, ter vervanging van de carburateur een "electronic central fuel injection", een elektronische brandstofinjectie, dat al eerder werd gebruikt op de Lincoln Town Car en de Continental Mark IV. De 4.2L motor kreeg de AOD viertraps automaat als transmissie, voor de overige motoren kon dit als optie gekozen worden. Pas in 1982 werd de viertraps automaat standaard geleverd op de 4.9L en 5.8L motor.
In 1983 werd de 4.2L motor niet meer gebouwd, waardoor alleen de 5.0L motor overbleef voor de LTD Crown Victoria. De 5.8L motor mocht in de Verenigde Staten alleen aan commerciële diensten (politie, taxi, brandeer etc) verkocht worden; in Canada was de 5.8L motor wél voor het publiek te verkrijgen. In 1984 werd de LTD Crown Victoria uitgerust met de Ford EEC-IV (een OBD computer), wat het aantal pk verhoogde tot 140 pk (155 pk was optioneel).
In 1986 onderging de 5.0L V8 motor een revisie, waarbij de voertuigen standaard 150 pk kregen. Ook kon er voor gekozen worden om een dubbele uitlaat te installeren, waarbij er 10 pk extra bij kwam.
In 1991 werd kwam er een 180 pk 5.8L V8 motor op de markt voor commerciële diensten.

## Carrosserie

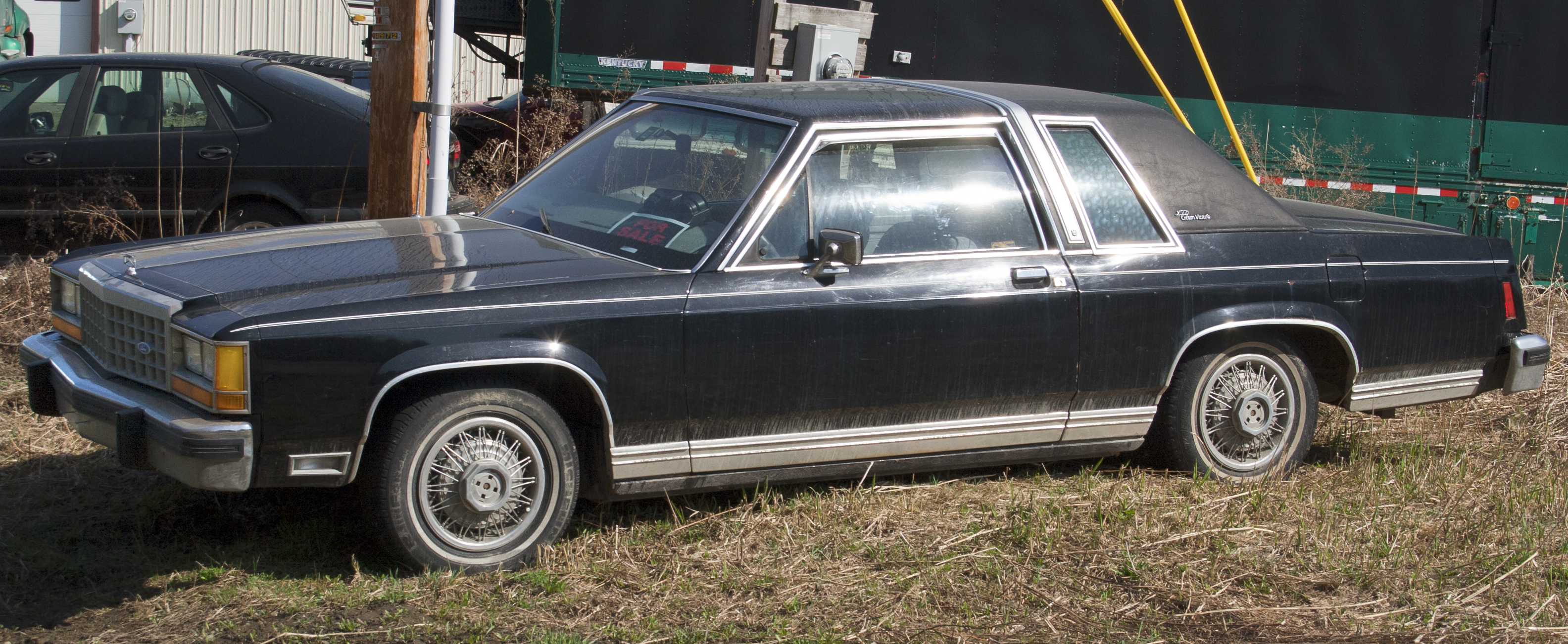
De Ford LTD Crown Victoria tweedeurs variant (coupé)

Bij de introductie van de Ford LTD Crown Victoria waren er twee varianten, een tweedeurs coupé en een vierdeurs sedan. Er was ook een stationwagen variant, die werd als Ford Country Squire op de markt gebracht, pas in 1984 kwam er een Ford LTD Crown Victoria stationwagen.
De Ford LTD Crown Victoria was vrijwel gelijk aan zijn voorganger, de Ford LTD Landau. Er waren wel verschillen te zien, zo had de LTD Crown Victoria een half vinyl dak en een aluminum band die over de B-pilaren liep. Bij de LTD Crown Victoria's die de commerciële diensten in gingen, kon ervoor gekozen worden om het vinyl dak te verwijderen en een 'normaal' dak neer te zetten.
Tussen 1981 en 1983 vonden er enkele kleine aanpassingen plaats, waaronder een herontwerp van de spiegels en nieuwe Ford logo's. Ook kwam er een nieuwe grille.
In 1984 kwam er een stationwagen versie van de Ford LTD Crown Victoria, de Ford LTD Crown Victoria wagon. De LTD wagon was vrijwel gelijk aan de Ford Country Squire, maar had geen houten afwerking.
Tussen 1985 en 1987 kreeg de LTD Crown Victoria een vernieuwd dashboard met een elektronische klok, een derde remlicht, standaard getinte ramen en een airco (deze optie werd niet toegepast op de politieversie).
In 1987 werd de coupé versie uit productie gehaald, na een flinke daling in de verkoopcijfers. Ford besloot dat alleen de sportwagens, zoals de Mustang en de Thunderbird met twee deuren verkocht zouden worden.

### 1988 update

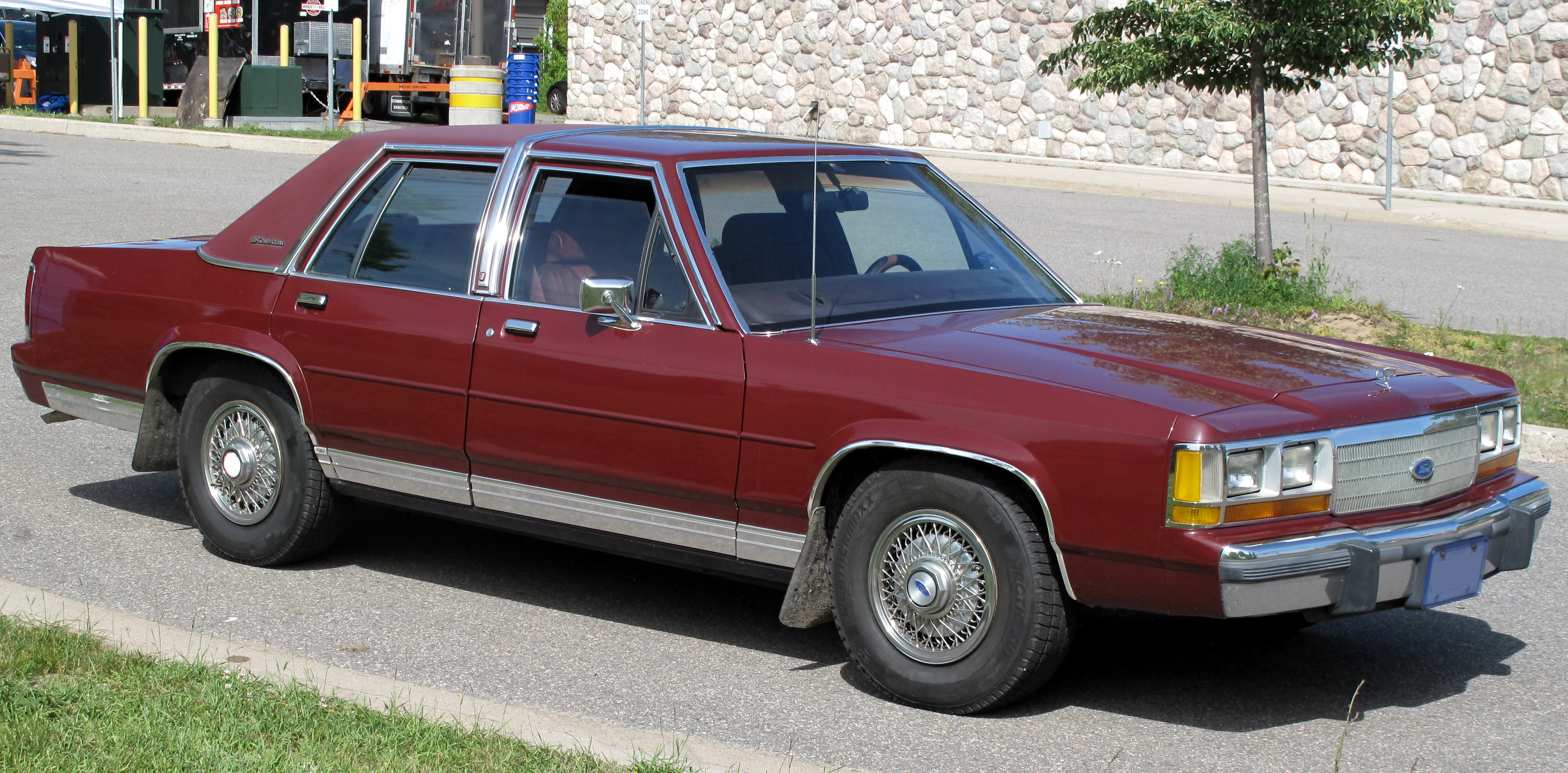
Een Ford LTD Crown Victoria uit 1988

In 1988, negen jaar na de eerste LTD Crown Victoria, kreeg het model een mid-cycle revisie. Het voertuig kreeg veel aanpassingen aan de buitenkant om het meer aërodynamisch uit te laten zien. Zo kreeg het voertuig wat meer rondere vormen en werd de bumper beter geïntrigeerd in het voertuig zelf. Het vinyl dak en de dakstijlen hielden wel hun 'klassiek' uiterlijk. Ook kreeg de LTD Crown Victoria nieuwe, grotere koplampen, een vernieuwd grille met het ovale Ford logo en werd de achterklep vernieuwd (met ruimte voor een iets groter kentekenplaat). De LX modellen (luxere versies) kregen houtafwerking in het interieur. Verder kregen alle modellen nieuwe stoelen en vernieuwde snelheidsmeters.

### 1990 update
In 1990 kreeg de Ford LTD Crown Victoria nog enkele updates in het interieur, mede door de nieuwe veiligheidsregels. Zo kwamen er zij-airbags en werd de achterbank uitgerust met drie schoudergordels. Ook ontving het dashboard en het stuur een complete revisie. Om toch nog winst uit de inmiddels 10 jaar oude Ford LTD Crown Victoria te halen, werden alle voorheen extra opties, zoals elektrische ramen, elektrische sloten en automatische koplampen, standaard toegevoegd op de LTD Crown Victoria. Om de productiekosten te verlagen, hadden de Ford LTD Crown Victoria en de Mercury Grand Marquis een vrijwel identiek uiterlijk.

## Varianten

### Stationwagen

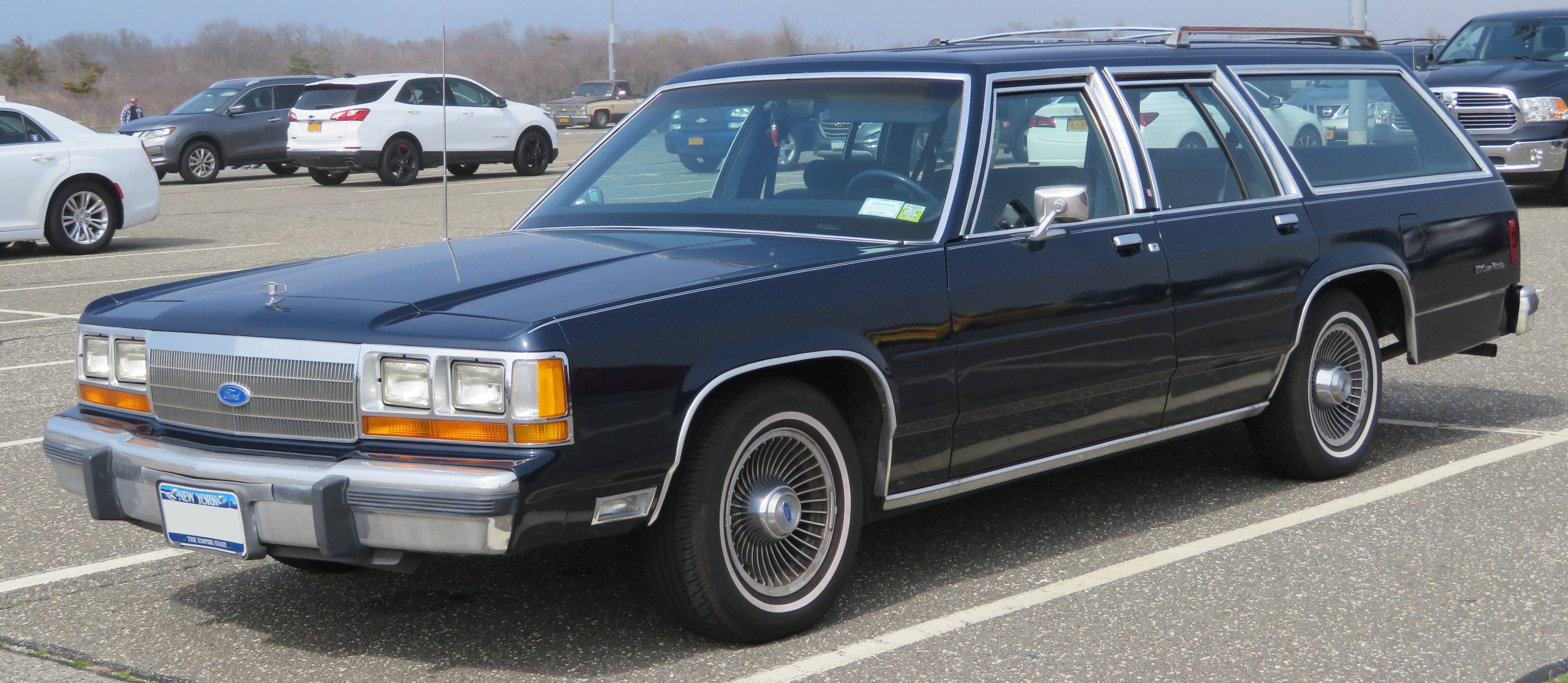
De Ford LTD Crown Victoria Wagon uit 1990

Tijdens de productiejaren van de LTD Crown Victoria, bood Ford ook een vijfdeurs stationwagen aan, als onderdeel van de LTD productielijn. Tussen 1980 en 1984 was dit de Ford Country Squire; Een met hout afgewerkte stationwagen die vrijwel identiek was aan de Ford LTD Crown Victoria. In 1984 kwam de Ford LTD Crown Victoria stationwagen op de markt. Dit model werd aangeboden voor commercieel en publiek gebruik en had geen houtafwerking.
De LTD Crown Victoria Wagon/LTD Country Squire kregen veel eigenschappen van hun voorgangers uit de jaren '70, zoals de dubbele achterklep. Verder kreeg de stationwagens standaard een dakrail en twee uitklapbare achterstoelen, waarmee het aantal passagiers van 6 naar 8 verhoogd kon worden. De commerciële versie kreeg echter geen dakrail en extra stoelen.
Eind jaren '80, begin jaren '90 werden de (mini)busjes en SUV's erg populair bij gezinnen, waardoor de rol van de stationwagens een beetje over was. Buiten de concurrentie van andere merken om, kregen de LTD Crown Victoria Wagon/LTD Country Squire ook concurrentie van andere Ford modellen, zoals de Ford Aerostar en de Ford Club Wagon. Tevens was de nieuwe Ford Taurus Stationwagon, ook met een tweede achterbank, een grote concurrent van de Ford Country Squire. De productie van de stationwagens werd in 1990 stopgezet, waardoor er in 1991 alleen maar sedans werden geproduceerd.
De vervanger van de Ford LTD Sedan, de Ford Crown Victoria, kwam alleen maar op de markt als vierdeurs sedan.

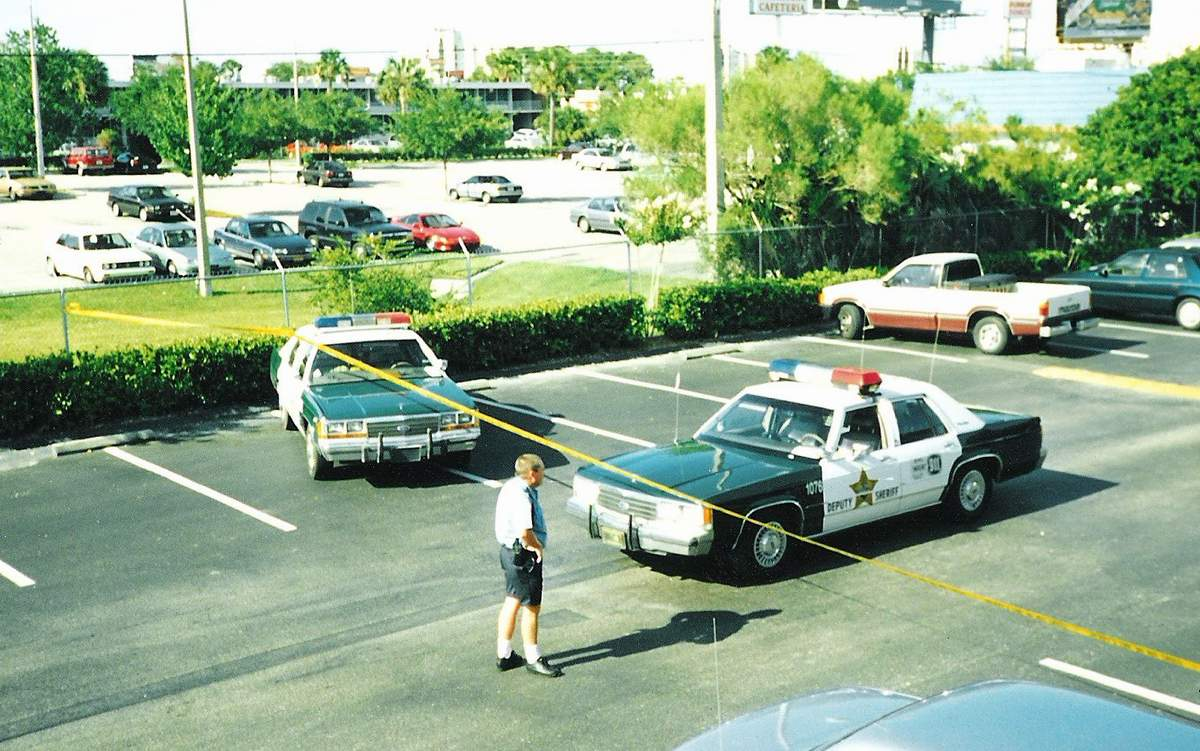
Twee Ford LTD Crown Victoria's in dienst van de Orange County Sheriff, Florida

### Fleet use (commercieel gebruik)
Ford introduceerde een politieversie van de LTD Crown Victoria als concurrent van de Chevrolet Caprice en de Dodge Diplomat/Plymouth Grand Fury. De politieversie (productienaam was P72), kreeg verschillende aanpassingen aan de suspensie, een versterkt frame en grotere wielen met krachtigere remmen. Tevens was het voertuig voorbereid op de inbouw van een politie computer, zwaailampen en sirenes en kreeg een topsnelheid van 225 km/u.
De politieversie werd op de markt gebracht zonder enige extra luxe afwerking/opties. Later bracht Ford ook een luxere versie uit, met leren stoelen, velgen en witte banden. Ook kwam de common-key optie beschikbaar; dit was een mogelijkheid waarbij meerdere politiewagens dezelfde sleutel hadden.
De P-72 versie was standaard uitgerust met een 5.0L V8 motor, maar als optie kon er een sterkere 5.8L V8 motor met 180 pk ingebouwd worden. Kopers moesten echter wel bewijzen hebben dat het voertuig voor politiedoeleinden gebruikt zou worden.
In 1992 werd de LTD Crown Victoria Police Package vervangen door de Ford Crown Victoria Police Interceptor.